# Life Begins Again
Life Begins Again är ett studioalbum av Jimmy Chamberlin Complex. Det släpptes i januari 2005 på Sanctuary Records. Musiken på albumet sträcker sig från jazz fusion till experimentell rock.

## Låtlista
1. "Streetcrawler" - 4:05
2. "Life Begins Again" - 3:44
3. "P.S.A." - 5:46
4. "Loki Cat" - 4:09
5. "Cranes of Prey" - 5:18
6. "Love Is Real" - 3:22
7. "Owed to Darryl" - 5:14
8. "Newerwaves" - 4:13
9. "Time Shift" - 2:43
10. "Lullabye to Children" - 3:45
11. "Loki Cat (Reprise)" - 3:43

## Medverkande
Bandmedlemmar
- Jimmy Chamberlin - trummor
- Billy Mohler - bas, keyboard och gitarr
- Sean Woolstenhulme - gitarr
- Adam Benjamin - klaviatur, Fender Rhodes

Gästmusiker
- Rob Dickinson - sång på Life Begins Again och Love Is Real
- Billy Corgan - sång på Loki Cat
- Billy Mohler - sång på Newervawes och Streetcrawler
- Bill Medley - sång på Lullabye
- Paul Chamberlin - extra trummor på Loki Cat
- Corey Wilton - gitarr på Love Is Real och Time Shift
- Linda Strawberry - körsång på Lullabye